# نفق سالانغ

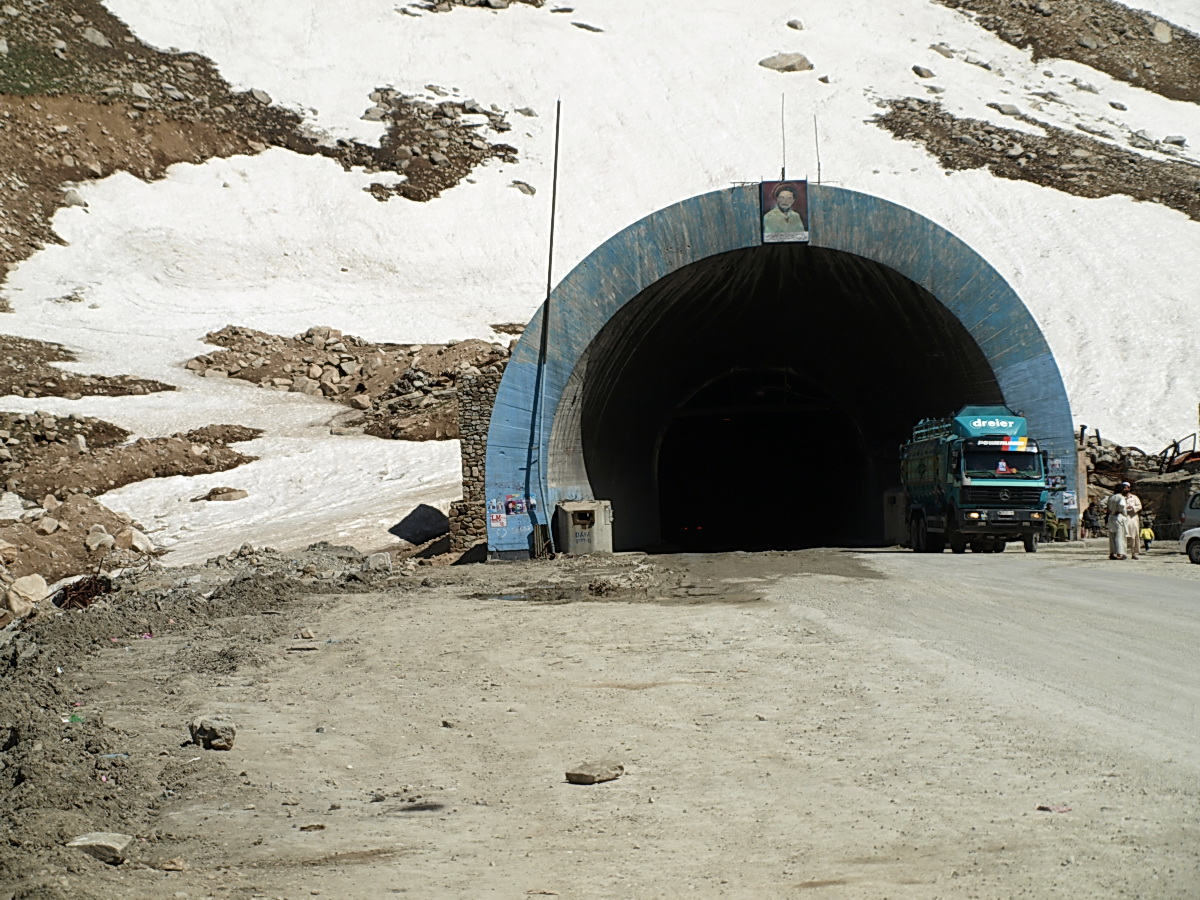
مدخل النفق من الجهة الشمالية.

نفق سالانغ هو نفق بطول 2.67 كيلومتر (1.66 ميل) يقع عند ممر سالانغ في جبال هندوكوش بين ولاية بروان وولاية بغلان في أفغانستان، على بعد حوالي 90 كيلومترًا شمال مدينة كابل. تم بنائه من قبل الاتحاد السوفيتي في 1964 ليربط شمال أفغانستان بالعاصمة كابل والأجزاء الجنوبية من البلاد وهو يعد ذو أهمية إستراتيجية.